# Viloyat Namangan
Die Viloyat Namangan (usbekisch Namangan viloyati) liegt im Osten Usbekistans im südlichen Teil des Ferghanatals. Es hat eine Fläche von 7.900 Quadratkilometern und eine Einwohnerzahl von 2.652.400 (2017). Die Bevölkerungsdichte liegt bei 336 Einwohnern pro Quadratkilometer. Hauptstadt ist Namangan.
Die Viloyat entstand am 6. März 1941 als Teil der Usbekischen SSR, war jedoch zwischen dem 5. Januar 1960 und dem 18. Dezember 1967 aufgelöst. Seit dem Zerfall der Sowjetunion 1991 gehört sie zum unabhängigen Staat Usbekistan. Sie ist in elf Bezirke (Tuman) unterteilt. Die Städte Namangan, Kosonsoy, Uchqoʻrgʻon, Chortoq und Chust sind viloyatunmittelbar, das heißt, sie gehören keinem Bezirk an. Kosonsoy, Uchqoʻrgʻon, Chortoq und Chust sind gleichzeitig die Hauptorte der gleichnamigen Bezirke.
Das Klima ist typisch kontinental mit extremen Temperaturunterschieden zwischen Sommer und Winter. Die natürlichen Ressourcen umfassen Erdöl, Erdgas, Gold, Blei, Kupfer, Quarz und Antimon. Landwirtschaftliche Bedeutung haben der Anbau von Baumwolle, der Gartenbau, die Seidenraupenzucht und die Haltung von Haustieren, einschließlich der Zucht von Angoraziegen wegen ihrer wertvollen Haare.
Die Industrie ist in erster Linie auf die Herstellung von Textilien ausgerichtet, mit zwei großen Produktionskomplexen für Seide sowie gemeinnützigen Fertigungsstätten für Gewebe, Baumwollgarn, Leder und Schuhe. Die Gegend ist auch ein Zentrum des traditionellen usbekischen Handwerks, insbesondere für die Herstellung von Messern.

## Bezirke
|   | Nr.       | Bezirk     | Hauptort | Nr.           | Bezirk        | Hauptort |
| 1 | Chortoq   | Chortoq    | 7        | Pop           | Pop           |          |
| 2 | Chust     | Chust      | 8        | Toʻraqoʻrgʻon | Toʻraqoʻrgʻon |          |
| 3 | Kosonsoy  | Kosonsoy   | 9        | Uchqoʻrgʻon   | Uchqoʻrgʻon   |          |
| 4 | Mingbuloq | Jomashoʻy  | 10       | Uychi         | Uychi         |          |
| 5 | Namangan  | Toshbuloq  | 11       | Yangiqoʻrgʻon | Yangiqoʻrgʻon |          |
| 6 | Norin     | Haqqulobod |          |               |               |          |